# Globasnitz
Globasnitz (slovinsky  Globasnica) je dvojjazyčná obec v rakouské spolkové zemi Korutany, východojihovýchodně od Klagenfurtu, v okresu Völkermarkt. V obci bydlí asi 1600 obyvatel (rok 2016).
Sousedními obcemi sídla jsou Eberndorf, Sittersdorf, Eisenkappel-Vellach a Feistritz ob Bleiburg.

## Geografie

### Poloha obce
Obec Globasnitz leží mezi jižním okrajem údolí Jauntal (údolí řeky Drávy) a severním úpatím pohoří Karavanky. Hlavní část obce, vlastní Globasnitz, leží vzdušnou čarou asi 7 km od rakousko-slovinské státní hranice.

### Části obce
Globasnitz je tvořen čtyřmi katastrálními územími Globasnitz (Globasnica), Wackendorf (Večna vas), Jaunstein (Podjuna) a St. Stefan (Šteben).
Obec se skládá z následujících 10 částí (v závorce používané slovinské varianty) (počet obyvatel k říjnu 2015):
- Globasnitz / Globasnica, 274
- Jaunstein / Podjuna, 155
- Kleindorf / Mala vas, 232
- Podrain / Podroje, 98
- St. Stefan / Šteben, 257
- Slovenjach / Slovenje, 14
- Traundorf / Strpna vas, 313
- Tschepitschach / Čepiče, 76
- Unterbergen / Podgora, 40
- Wackendorf / Večna vas, 144

### Sousední obce

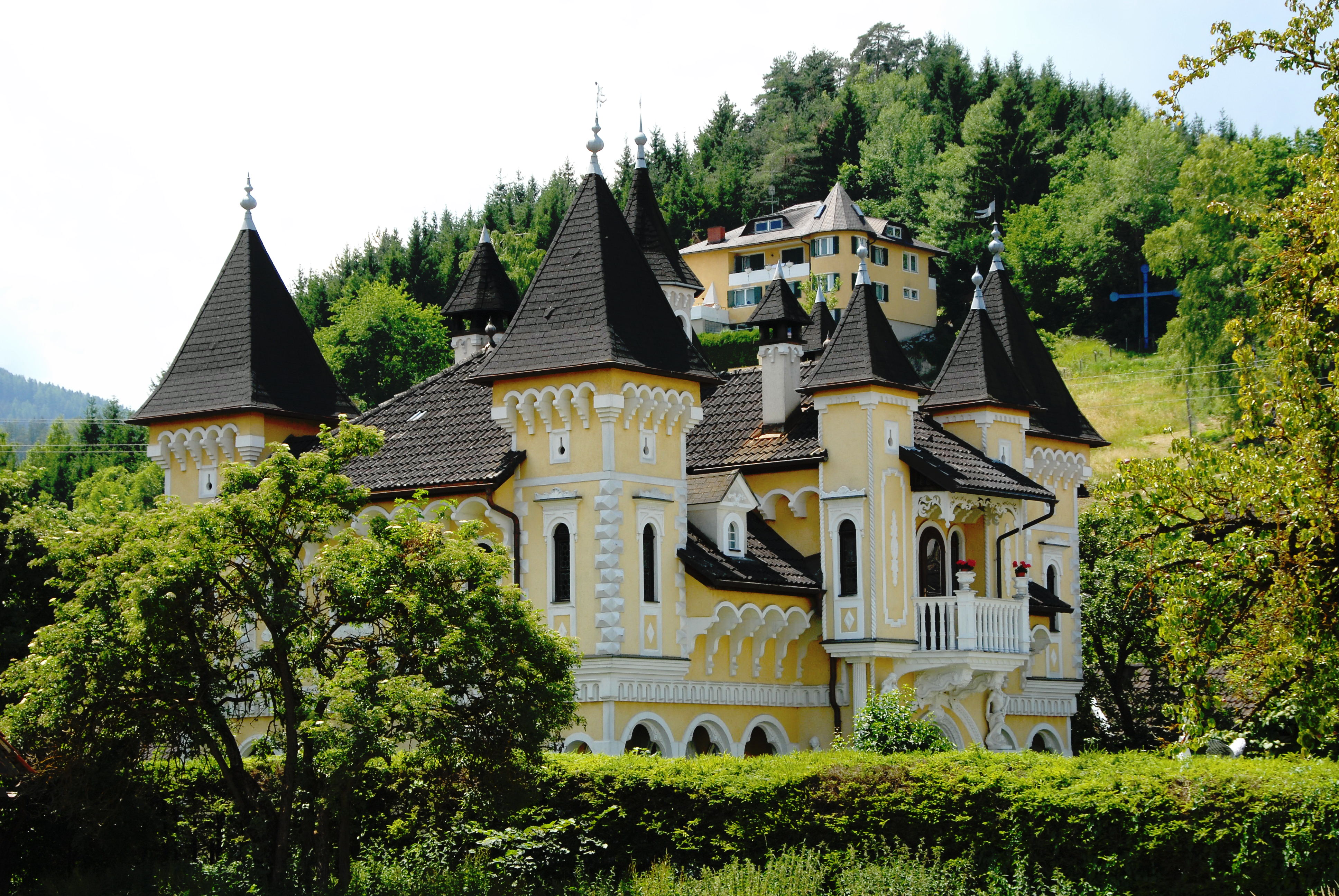
Zámek Elberstein

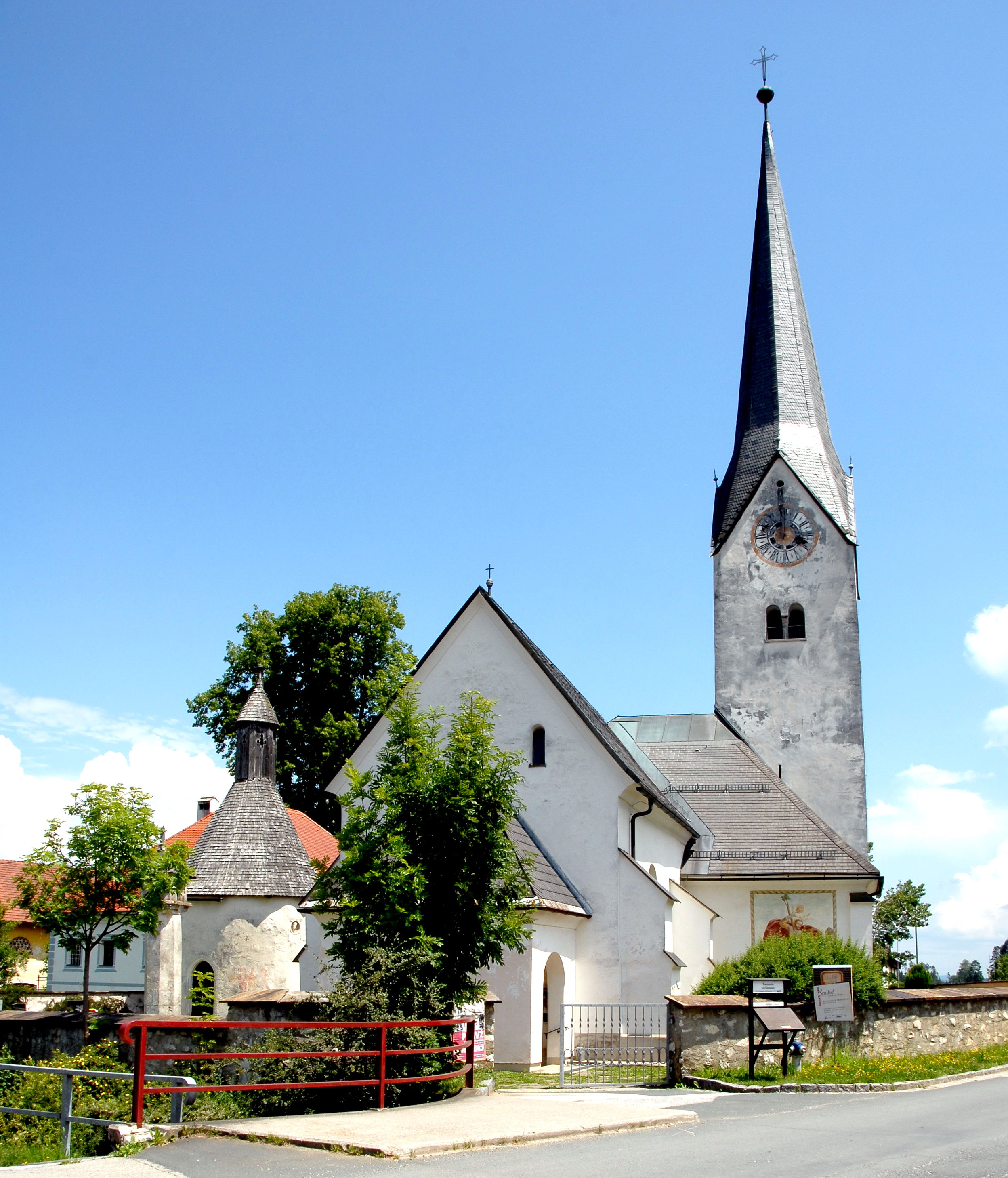
Farní kostel Nanebevzetí Panny Marie

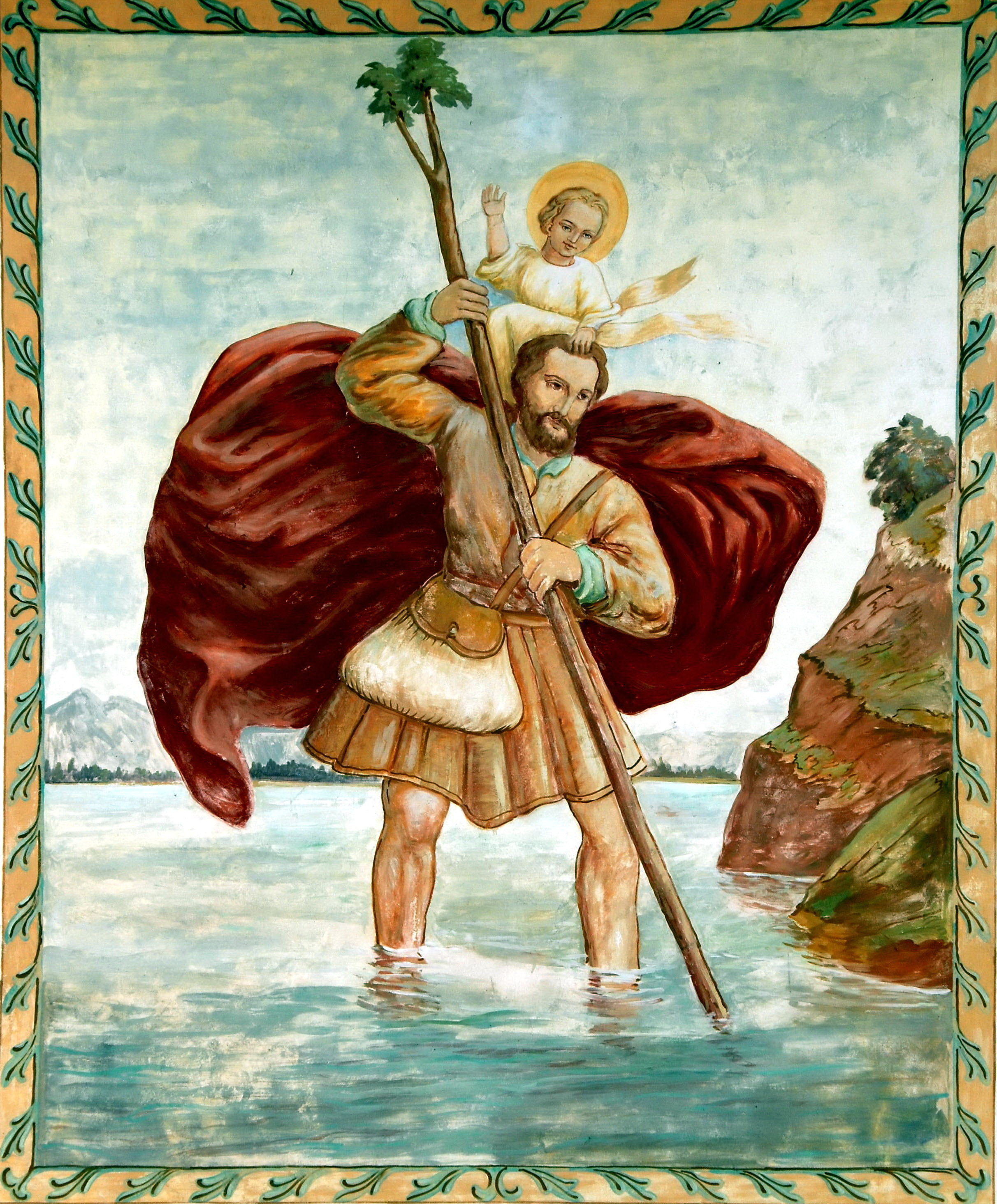
Sv. Kryštof, freska na západní zdi farního kostela

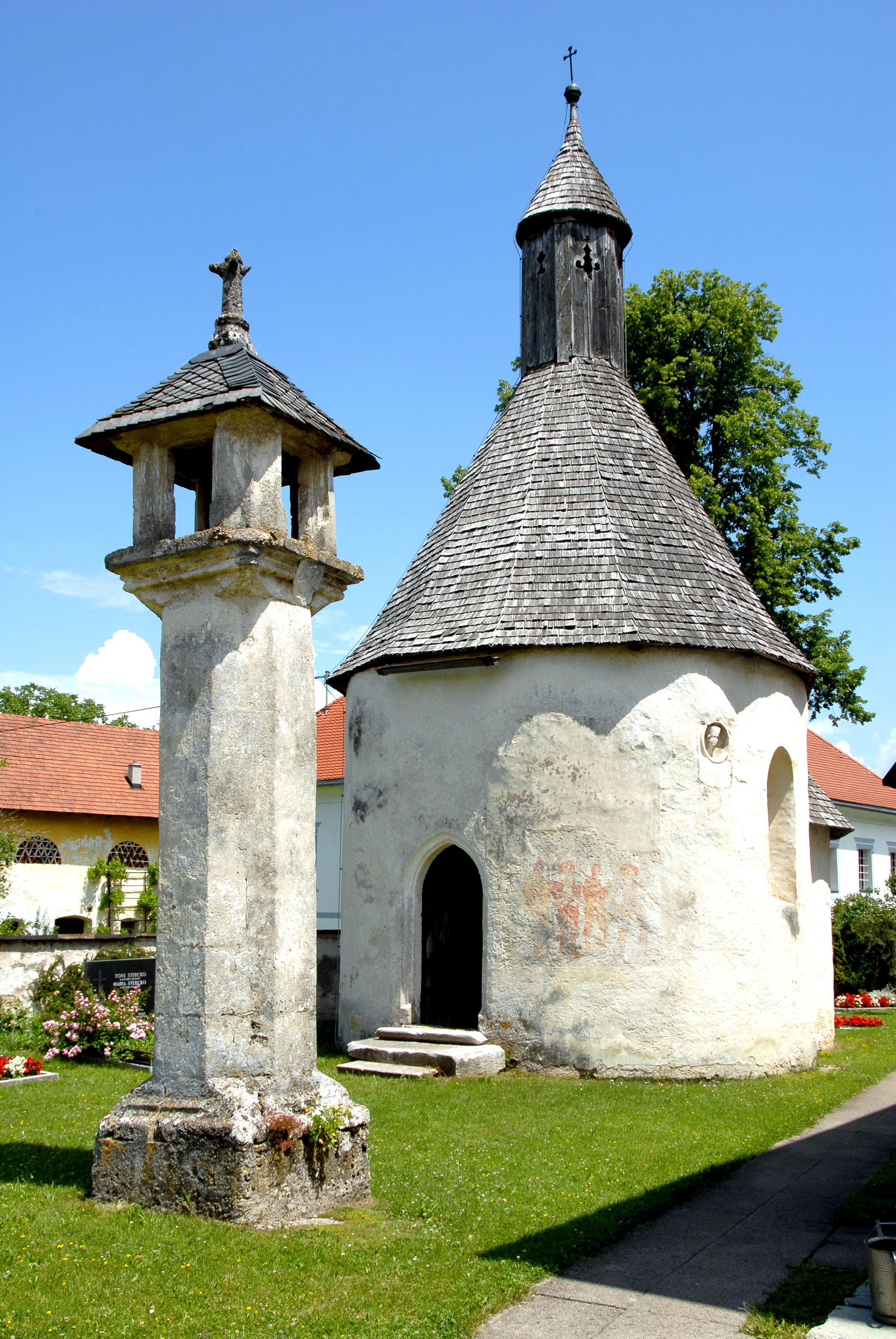
Lucerna mrtvých a karner na hřbitově

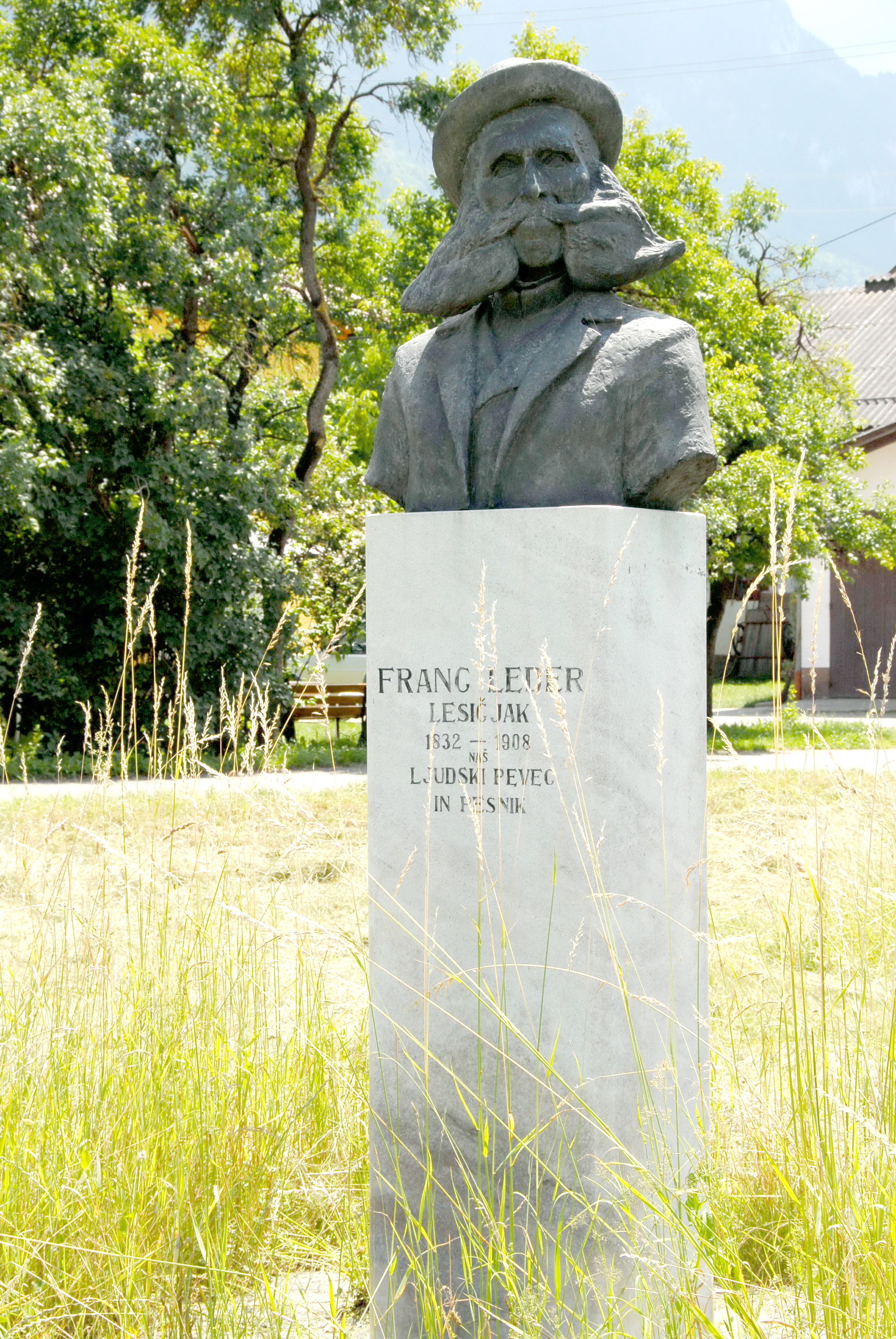
Památník lidového básníka France Ledera

| Růžice kompasu |                     | Eberndorf  |                       | Růžice kompasu |
| Růžice kompasu | Sittersdorf         | Sever      | Feistritz ob Bleiburg | Růžice kompasu |
| Růžice kompasu | Sittersdorf         | Globasnitz | Feistritz ob Bleiburg | Růžice kompasu |
| Růžice kompasu | Sittersdorf         | Jih        | Feistritz ob Bleiburg | Růžice kompasu |
| Růžice kompasu | Eisenkappel-Vellach |            |                       | Růžice kompasu |

## Historie
Na kopci Hemmaberg na území nynější obce Globasnitz sídlili již Keltové, Hemmaberg byl posvátné místo, zasvěcené bohu Jovenatovi.
S římskou okupaci keltského království Noricum roku 15 př. n. l., za doby vlády římského císaře Claudius se objevili osadníci také v údolní rovině. Archeologické nálezy ukazují na vojenský tábor a význam místa jako přepřahací stanice podél římské cesty z Virunum (v Maria Saal) do Celeia (Celje) přes sedlo Luscha. Centrum osady v místech dnešní hlavní části obce Globasnitz se nazývalo Iuenna, odkud pochází název "Jauntal". Iuenna patřila do města Virunum. Západně a východně od starověkého a moderního osídlení se nachází antické pohřebiště. Nálezy jsou vystaveny v muzeu v centru města. Poklady, jako je východořímské sklo, řecký porcelán, římské víno, drahé textilie a šperky nebo římské podlahové mozaiky nebyli mezi obyvateli Iuenny nic cizího. Stejně zde byli uctívání jak římští, tak i keltští bohové.
Funkce sídliště jako vojenské základny a přepřahací stanice, jakož i obchodní cesta do východní části římské říše zůstala neporušená i pod ostrogótským králem Theodorikem. Již v průběhu 4. století byla oblast ariánské víry pokatoličtěna. Na Hemmabergu byly, kromě staršího kostela, vykopány téměř současně postavené dva raně křesťanské kostely se zlomky bohatých mozaik v římském stylu.
Po nájezdu Slovanů v pozdní antice kolem roku 500 našeho letopočtu zanikla obchodní cesta a obtížně uhájitelné údolní osady zmizely. Je pravděpodobné, že část populace se stáhla zpět na Hemmaberg. Zůstalo slovanské obyvatelstvo, pozdější Slovinci, což je docela dobře možné vzhledem k některým formám kulturní kontinuity a inkulturace - jako nezbytný výsledek zachování předslovanských názvů nivy nebo vodních jmen. Při sčítání v roce 1910 se 1264 lidí přihlásilo ke slovinské a 21 lidí k německé hovorové řeči. Na začátku první rakouské republiky byl Globasnitz sídlem slovinské farnosti.
Název Globasnitz je poprvé zmíněn v letech 1143-1163 jako Globasinvilla. Kostel byl poprvé zmíněn v roce 1265, jako farní pak v roce 1296. Místní obec Globasnitz vznikla v roce 1850 a v letech 1865-1876 byla dočasně připojena k obci Eberndorf.

## Obyvatelstvo
Podle statistiky z roku 2001 měl Globasnitz celkem 1 645 obyvatel, z nichž 98,2 % byli občané Rakouska. Celkem 54,2 % se hlásilo k německy mluvícímu obyvatelstvu a 42,1 % obyvatel byli korutanští Slovinci.
Celkem 96,0 % populace se hlásilo k římským katolíkům, k evangelíkům a k islámu 0,7  a bez vyznání bylo 1,7 %.
Dvojjazyčná farnost Globasnitz patří k bilingvnímu děkanátu Eberndorf/Dobrla vas.
Globasnitz se počítá k oblasti se slovinským dialektem oblasti Jauntal (slovinsky Podjunsko narečje), což je dialekt korutanské slovinské jazykové skupiny. Slovinský jazyk a kultura sledují dodnes historicky vývoj v celých jižních Korutanech, popř. oblasti Jauntal.

## Kultura a pamětihodnosti

### Stavby
Na hoře Hemmaberg (842 m n. m.) nad obcí:
- vykopávky pěti raně křesťanských kostelů;
- poutní kostel svaté Emy z Gurku a svaté Doroty;
- jeskyně svaté Rozálie s pramenem Rozálie.
- Archeologické muzeum Hemmaberg/Juenna [13]

V obci:
- Hřbitov Globasnitz-Ost - ostrogótské pohřebiště z doby stěhování národů a vykopávky raně křesťanského kostela.
- Kostel Nanebevzetí P. Marie - románsko-gotický farní kostel s nástěnnými malbami z 14./15. století a římskými reliéfy. Na hřbitově stojí karner a lucerna mrtvých z počátku 16. století.
- Kostel sv. Štěpána pod Feuerbergem.
- Zámek Elberstein v Globasnitzu, postavený v 70. letech 20. století globasnitzkým občanem Johannem Elbem a otevřený pro veřejnost.[14]
- Na hřebenu směrem na Hemmaberg jsou stále vidět pozůstatky bývalého hradu Feuerberg.

## Politika

### Obecní rada
Obecní rada má 15 členů a je po komunálních volbách v roce 2015 složena takto:
- Enotna Lista - 7 radních
- Sociálnědemokratická strana Rakouska - 6
- Rakouská lidová strana - 2

Starostou je Bernard Sadovnik (Enotna Lista).